# 老井 (电影)
《老井》是一部1986年由西安电影制片厂拍摄的中国电影，改编自作家郑义的同名小说，描述中国西北地区老井村的农民为打井而不懈努力的故事。导演是吴天明，主演为张艺谋和吕丽萍。
該影片获得了1987年东京国际电影节最高奖项东京大奖、最佳男主角，1988年第11届百花奖的最佳故事片奖。

## 演員
- 张艺谋 饰 孙旺泉
- 吕丽萍 饰 喜凤
- 牛星丽 饰 万水爷
- 解衍 饰 孙旺才
- 梁玉瑾 饰 赵巧英